# السعودية المتغيرة (كتاب)
السعودية المتغيرة: الفن، والثقافة، والمجتمع في المملكة (بالإنجليزية: Changing Saudi Arabia: Art, Culture, and Society in the Kingdom)‏ هو كتابٌ للمؤلف الأمريكي شون فولي، أستاذ قسم التاريخ بجامعة ولاية تينيسي الوسطى والمتخصص في تاريخ الشرق الأوسط والاتجاهات الثقافية والسياسية والدينية في العالم الإسلامي، نُشر عام 2019 عن دار "لين رينر"، المتخصصة في مجال النشر الأكاديمي والأبحاث، ونقلته إلى العربية دار "أدب" عبر الدكتورة نهى العويضي عام 2022.

## عن الكتاب
يرصد فولي في كتابه بزوغ خطاب فني وثقافي في السعودية بوصفه قوة وطنية، مع تسليط الضوء دور الفنانين في التحولات السعودية من بداية القرن الـ 21.، عبر أبحاث ومقابلات مكثفة أجراها فولي داخل السعودية، لفتح العين أكثر على التغيرات التي تشهدها المملكة وكسر الصورة النمطية التي ترسبت في الإعلام منذ عقود. ويخرج فولي في كتابه بالقول إن المجتمع السعودي ينتج قوة كبيرة من خلال إنتاجه الثقافي.

## محتويات الكتاب
ينقسم الكتاب إلى خمسة فصول، حيث يبدأ فولي بفصل "إحداث التغيير في المملكة العربية السعودية، وينتقل إلى فصل "حركة الفنون البصرية السعودية الحديثة، ثم فصل "المشهد الكوميدي الوليد"، وفصل "الشركات لا إعلامية وصناعة الأفلام"، ويختم كتابه بفصل الخامس "تشكيل المستقبل".